# 공다임
공다임(본명: 이채원, 1993년 7월 5일 ~ )은 대한민국의 배우이다.

## 생애
1993년 7월 5일 서울특별시에서 출생한 그는 2009년 영화 《차우》를 통해 배우로 데뷔하였다.
대표 작품으로는 2016년 SBS 아침 연속극 《사랑이 오네요》, 2022년 KBS 2TV 일일 드라마 《황금 가면》 등이 있다.

## 학력
- 2012년 ~ 2016년 동덕여자대학교 방송연예과 학사

## 출연 작품

### 드라마
| 연도 | 방송사   | 제목                                        | 역할            | 비고    |
| ---- | -------- | ------------------------------------------- | --------------- | ------- |
| 2014 | TvN      | 물오른 로맨틱 판타지 《잉여공주》           |                 | 10부작  |
| 2016 | 네이버TV | 웹 드라마 《초코뱅크》 (웹 드라마)          | 채리            | 6부작   |
| 2016 | SBS      | 특별기획 《미세스 캅 2》                    | 허수진          | 20부작  |
| 2016 | SBS      | 아침 연속극 《사랑이 오네요》               | 이해인 / 금해인 | 122부작 |
| 2016 | SBS      | 월화 드라마 《닥터스》                      | 최미라          | 20부작  |
| 2016 | TvN      | 불금불토 스페셜 《신데렐라와 네 명의 기사》 |                 | 16부작  |
| 2017 | KBS 2TV  | 수목 미니시리즈 《추리의 여왕》             |                 | 16부작  |
| 2020 | TvN      | 토일 드라마 《비밀의 숲 2》                 | 양유빈          | 16부작  |
| 2022 | KBS 2TV  | 일일 드라마 《황금 가면》                   | 홍진아          | 100부작 |

### 영화
| 연도 | 제목          | 역할             | 감독   | 비고 |
| ---- | ------------- | ---------------- | ------ | ---- |
| 2009 | 《차우》      | 주말 농장 여중생 | 신정원 |      |
| 2012 | 《하울링》    | 봉고차 소녀 6    | 유하   |      |
| 2013 | 《더 파이브》 | 가출녀           | 정연식 |      |

### 연극
- 2014년 연극 《이기동 체육관》
- 2014년 연극 《트랜스 십이야》
- 2015년 ~ 2016년 연극 《택시 드리벌》
- 2021년 연극 《쉬어매드니스》
- 2023년 연극 《극적인 하룻밤》 ... 시후 역